# منجبي مطوق
منجبي مطوق (الاسم العلمي: Cercocebus torquatus) (بالإنجليزية: Collared mangabey)‏ هو نوع من الحيوانات يتبع جنس السعدان المنجبي أبيض الحواجب من فصيلة سعادين العالم القديم.